# Starosta Vojaškega odbora Nata
Starosta Vojaškega odbora Nata (angleško Dean of the Military Committee; dobesedno Dekan Vojaškega odbora Nata; tudi starosta vojaških predstavnikov/Dean of the Military Representatives) je častni položaj, ki ga zaseda nacionalni vojaški predstavnik v Vojaškem odboru Nata. Položaj ima enoletni mandat, pri čemer ga zaseda nacionalni vojaški predstavnik, ki je najdlje služil v Vojaškem odboru, pri čemer lahko položaj zaseda le en mandat (eno leto). V primeru če nacionalni vojaški predstavnik ne more oz. noče zasesti položaja, ga zasede nacionalni vojaški predstavnik z drugim najdaljšim časom služenja v Vojaškem odboru. 
V primeru odsotnosti načelnika in namestnika načelnika Vojaškega odbora starosta vodi seje odbora, drugače pa je zadolžen za družabno življenje in prostočasovne aktivnosti za člane odbora.

## Zgodovina
Položaj je bil ustanovljen 11. decembra 1963 kot Predsednik Vojaškega odbora Nata (President of the Military Committee). Leta 1999 so položaj preimenovali v sedanji naziv - starosta Vojaškega odbora Nata.

## Seznam predsednikov/starosta[2]
- 1963-1964: glavni zračni maršal Frank R. Miller (Kanada)
- 1964-1965: armadni general Kurt Ramberg (Danska)
- 1965-1966: armadni general Charles Ailleret (Francija)
- 1966-1967: general Ulrich de Maizire (Nemčija)
- 1967: viceadmiral Spyros Avgheris (Grčija)
- 1967-1968: generalporočnik Odysseus Angelis (Grčija)
- 1968-1969: armadni general Guido Vedovato (Italija)
- 1969-1970: admiral H.M. van den Wall Bake (Nizozemska)
- 1970-1971: admiral Folke Hauger Johannessen (Norveška)
- 1971-1972: general Venancio Deslandes (Portugalska)
- 1972: general Menduch Tagmach (Turčija)
- 1972-1973: general Faruk Gler (Turčija)
- 1972-1973: general Semih Sanar (Turčija)
- 1973: admiral flote Peter Hill-Norton (Združeno kraljestvo)
- 1973-1974: feldmaršal Michael Carver (Združeno kraljestvo)
- 1974-1975: general George S. Brown (ZDA)
- 1975-1976: generalporočnik Armand Crekillie (Belgija)
- 1976-1977: general Jacques Dextraze (Kanada)
- 1977-1978: general Knud Joergensen (Danska)
- 1978-1979: general Jürgen Brandt (Nemčija)
- 1979-1980: admiral Giovanni Torrisi (Italija)
- 1980-1981: general Cornelis de Jager (Nizozemska)
- 1981-1982: general Sverre Hamre (Norveška)
- 1982-1983: general N.V.T. de Melo Edigio (Portugalska)
- 1983-1984: generalporočnik D. Alvaro De Lacalle Leloup (Španija)
- 1984: admiral Angel Liberal Lucini (Španija)
- 1984-1985: general Necdet Üruğ (Turčija)
- 1985: feldmaršal Edwin Bramall (Združeno kraljestvo)
- 1985-1986: admiral flote John Fieldhouse (Združeno kraljestvo)
- 1986-1987: admiral William J. Crowe mlajši (ZDA)
- 1987-1988: generalporočnik Maurice J. L. Gysemberg (Belgija)
- 1988-1989: general Paul D. Manson (Kanada)
- 1989: admiral Sven Eigil Thiede (Danska)
- 1989-1990: general]Jørgen Lyng (Danska)
- 1990-1991: admiral Dieter Wellershoff (Nemčija)
- 1991-1992: general Ioannis Verivakis (Grčija)
- 1992-1993: general Domenico Corcione (Italija)
- 1993-1994: polkovnik Armand Bruck (Luksemburg)
- 1994-1995: general Henk van den Breemen (Nizozemska)
- 1995-1996: general Arne Solli (Norveška)
- 1996-1997: admiral Antonio Fuzeta da Ponte (Portugalska)
- 1997-1998: general Santiago Valderas (Španija)
- 1998-1999: general Huseyin Kivrikoglu (Turčija)
- 1999-1999: general Arne Solli (Norveška)
- 1999-2001: viceadmiral Willy Herteleer (Belgija)
- 2001: generalporočnik Andreas Gulielmus Maria Blomjous (Nizozemska)
- junij 2001 - junij 2002: viceadmiral James A. King (Kanada)
- junij 2002 - junij 2003: generalporočnik Luis Felu (Španija)
- junij 2003 - julij 2004: generalporočnik Klaus Olshausen (Nemčija)
- julij 2004 - julij 2005: generalporočnik Christos Athanasiou (Grčija)
- julij 2005 - julij 2006: viceadmiral Eivind Hauger-Johannessen (Norveška)
- julij 2006 - julij 2007: viceadmiral Glenn Davidson (Kanada)
- julij 2007 - julij 2008: brigadni general Edvardas Mazeikis (Litva)
- 1. december 2010 - danes: generalmajor Vitalijus Vaikšnoras (Litva)[3]